# Il controllo totale
Il controllo totale (Total Control) è un romanzo di David Baldacci, pubblicato nel 1996.
Il libro è stato tradotto in ventidue lingue. In Italia è uscito nel 1997.

## Trama
La vita di Sidney Archer subisce un forte trauma quando l'aereo sul quale viaggia il marito precipita senza lasciare superstiti. Ma questo non è tutto. L'FBI sospetta infatti che l'aereo sia stato sabotato e che il colpevole sia proprio il marito della donna; Sidney però, non può accettarlo senza lottare.

## Edizioni in italiano
- David Baldacci, Il controllo totale, traduzione di Luciana Crepax, Superblues, Mondadori, Milano 1997 ISBN 88-04-43079-6
- David Baldacci, Il controllo totale, traduzione di Luciana Crepax, Bestsellers 882; A. Mondadori, Milano 1998 ISBN 88-04-45380-X
- David Baldacci, Il controllo totale, traduzione di Luciana Crepax, I Gialli Mondadori, Cles (TN) 1999
- David Baldacci, Il controllo totale, traduzione di Luciana Crepax, Oscar Mondadori, Milano 2002 ISBN 978-88-04-45380-2
- David Baldacci, Il controllo totale, traduzione di Luciana Crepax, I miti 233; Mondadori, Milano 2002 ISBN 88-04-50514-1